# La Fée libellule
La Fée Libellule ou le Lac enchanté va ser un curtmetratge mut francès del 1908 de Georges Méliès. Va ser venut per la Star Film Company de Méliès i està numerat entre 1372 i 1385 als seus catàlegs.
Es conserva poca informació sobre aquesta pel·lícula, que es presumeix perduda. Sobreviuen algunes fotografies de plató que sovint s'han atribuït erròniament a una pel·lícula anterior de Méliès, El regne de les fades. No es coneix cap estrena en anglès per a aquesta pel·lícula, però el títol traduït The Fairy Dragonfly s'ha utilitzat com a referència de la pel·lícula.